# Simone d'Imerezia
Simone di Imerezia, in georgiano სიმონი? (Kutaisi, ... – Kutaisi, 1701), è stato re d'Imerezia dal 1699 al 1701.

## Biografia
Figlio illegittimo di Alessandro IV d'Imerezia, crebbe alla corte di Eraclio I di Cartalia, mentre l'Imerezia era impegnata in una guerra civile tra i molti pretendenti al medesimo trono. Nel 1699 il governo ottomano sponsorizzò un colpo di stato ai danni di re Archil d'Imerezia ed installò Simone come re. Quest'ultimo aveva sposato Anika, figlia del potente principe Giorgi-Malakia Abashidze, ma ben presto il principe e la sua seconda figlia Tamar (vedova di Alessandro IV) espulsero Simone e lo rinviarono in Cartalia. Col supporto di Mamia III Gurieli, principe di Guria, Simone riuscì a tornare a casa ed a sposare la sorella di Mamia. Ad ogni modo, il principe Abashidze promise Mamia la corona imereziana e fece assassinare Simone nel suo palazzo nel 1701.